# Sérgio Machado Rezende
 (juin 2019).
Si vous disposez d'ouvrages ou d'articles de référence ou si vous connaissez des sites web de qualité traitant du thème abordé ici, merci de compléter l'article en donnant les références utiles à sa vérifiabilité et en les liant à la section « Notes et références ».
Sérgio Machado Rezende, né le 3 octobre 1940, est un homme politique et physicien brésilien.